# Ronan O’Rahilly

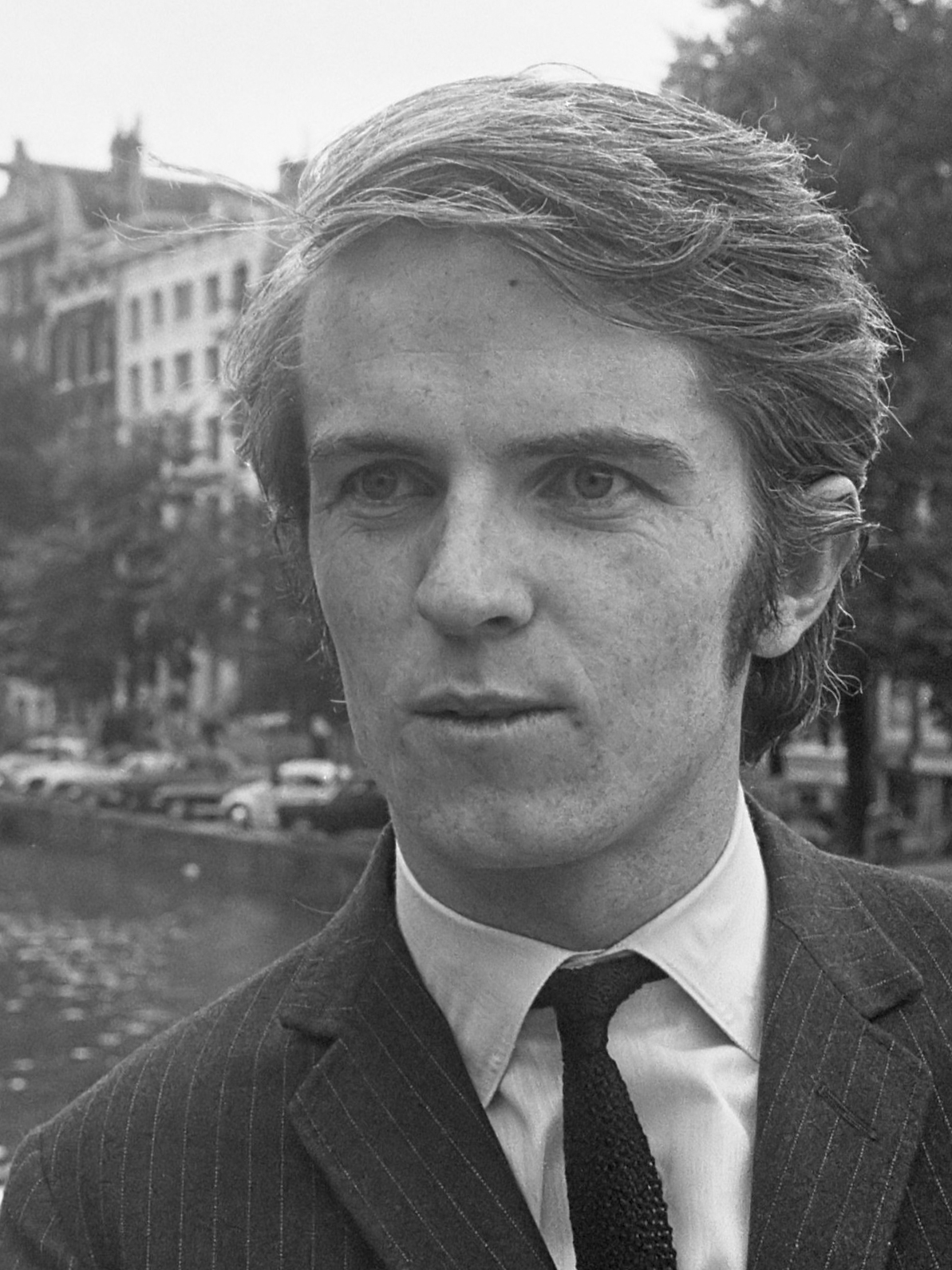
Ronan O’Rahilly (1967)

Ronan O’Rahilly (* 21. Mai 1940 in Dublin, Irland; † 20. April 2020 im County Louth, Irland) war ein irischer Geschäftsmann, der durch die Gründung des Piratensenders Radio Caroline bekannt wurde.

## Leben
O’Rahillys Eltern waren im Besitz des Privathafens von Greenore, County Louth. Sein Großvater Michael O’Rahilly (The O’Rahilly) war einer der Beteiligten am Osteraufstand von 1916 in Irland, bei dem er gegen die britische Armee kämpfte und im Maschinengewehrfeuer starb.
Vor der Gründung von Radio Caroline arbeitete O’Rahilly für die Brüder Gunnell, die in Londons Bezirk Soho den Szenetreff Flamingo Club betrieben. Er war Manager mehrerer Pop-Musiker, unter anderem von Georgie Fame, mit dem er bei seinem eigenen Label eine Platte aufnahm. O’Rahilly versuchte mehrfach, seine Platten bei Sendern wie der BBC und Radio Luxemburg ins Programm zu bringen. Diese jedoch spielten nur Musik von Labels, die dafür zahlten; die dafür nötigen Mittel hatte O’Rahilly aber nicht. Daraufhin entschloss er sich, einen eigenen Radiosender zu gründen.
Durch den Piratensender Radio Veronica, der auf einem vor der niederländischen Küste liegenden Schiff installiert war, kam er auf die Idee, dasselbe zu versuchen. Er erwarb die dänische Fähre Fredericia und rüstete sie zu einem Sendeschiff um. Am 28. März 1964 nahm Radio Caroline von dort aus den Sendebetrieb auf. Radio Caroline lief unter bolivianischer und panamaischer Flagge, war in der Schweiz angemeldet, wurde über Liechtenstein abgerechnet und spielte in London damals Popmusik, die bei der öffentlich-rechtlichen BBC nicht geschätzt wurde. Der Rundfunk-Pionier O’Rahilly benannte seinen Sender nach John F. Kennedys Tochter Caroline.
Später wirkte O’Rahilly bei der Produktion einiger Filme mit, unter anderem bei Nackt unter Leder mit Marianne Faithfull und Alain Delon. Ferner produzierte er das Album Two Virgins mit John Lennon und Yoko Ono. Außerdem war er Manager des australischen Schauspielers George Lazenby, bekannt durch die Titelrolle in James Bond 007 – Im Geheimdienst Ihrer Majestät. Seinen Plan, auch einen Piratenfernsehsender zu gründen, konnte er nicht verwirklichen – genauso wie ein Musikdampfer mit Nuklearantrieb.